# Bullbras
El Bullbras, corto para Bulldogge brasileiro (Bulldogge brasileño), es una raza de perro de Brasil  del tipo Bulldog. La raza estuvo reconocida por la SONARB (Sociedad Nacional de Razas brasileñas) en 2013.

## Proyecto

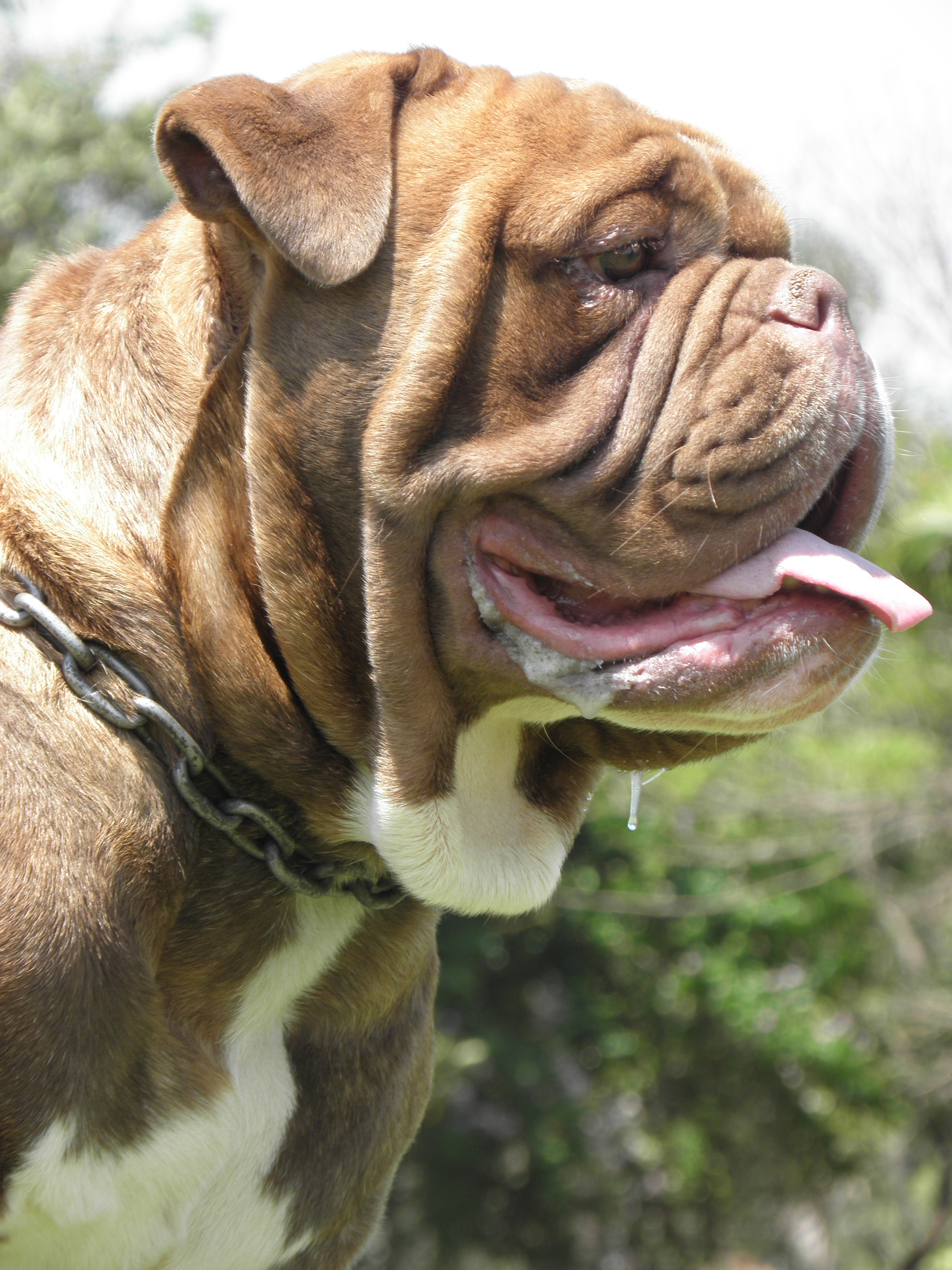
Un perro Bullbras llamado Tupa de Canchin

El creador de perros Wagmar de Souza de Avaré, São Paulo, con el objetivo de crear una raza canina nueva, dirige un trabajo elaborado en la manera más científica posible, inédito en Brasil y quizás en el mundo: El proyecto Bullbras.

## Historia
Wagmar de Souza dándose cuenta la admiración que las personas tienen para el bulldog inglés, y dándose cuenta a las desórdenes de la raza, los cuales causan varias dolencias en sus especímenes, como dolencias respiratorias, incapacidad para reproducir naturalmente, bajo resistencia física, enfermedades de piel, displasia de cadera y etc. Souza Decidió crear una raza nueva con un temperamento totalmente apuntado en la función de compañía y que tuvieron la misma apariencia de bulldog, aun así con más vivacidad, y que no tuvo cualquier problema genético.
En marzo de 2006, Souza empezó el trabajo de cruce entre razas de perros con características que ha deseado en el perro nuevo, para crear el Bullbras. Utilice el Olde English Bulldogge, Bulldog inglés, Bulldog campeiro, Bóxer y pronto pretende utilizar el americano Bulldog en el proyecto, estos perros tendrían que componer la carga genética más grande del Bullbras, pero  hay también sangre del Pit Bull Terrier Americano, American Staffordshire Terrier y Staffordshire Bull Terrier.
Con casi cinco años de trabajo,  había un poco más de medio cien perros ya considerados Bullbras, y no más perros mestizos, y están en la posesión de Wagmar de Souza y sus socios en este proyecto, los creadores Sérgio Infante de São Paulo, Geraldo y Fernando Starling de Brasília.

## Mejora genética
Lo que marca este proyecto único es el soporte científico dado por el Profesor Marcelo Cardoso de Lima, responsable por el área de mejora genética animal de la Anhembi Morumbi Universidad. Su soporte ha sido importante para el desarrollo sano de la raza, donde lo ha sido utilizado un software que deja para seguir arriba para treinta y dos generaciones, el porcentaje de participación de cada perro en la genética de cada cachorro. E incluso un banco de semen de los mejores perros de la raza está siendo implantado, en caso en el futuro  es necesario de generar descendencia de buenos perros, por ello ayudando en la mejora genética de la raza.

## Características
És un perro con un temperamento totalmente para ser un perro compañero. Es un compañero con vivacidad capaz de acompañar el dueño en actividades físicas moderadas, como paseos, sin adquirir problemas de salud. Otra característica llamativa de la raza es el anexo al dueño y los niños.
Físicamente  son perros medios, pesando entre 28 - 38 kg, con altura en a la cruz entre 43 y 50 cm Tiene pelaje de muy raro colores en razas de tipo bulldog: chocolate, azul, y negro, siempre uniformemente. El blanco tan común en otras razas de tipo bulldog son indeseables para el Bullbras, pero  hay especímenes con puntos blancos. Pueda o no puede tener el tan markings.

## Innovación en la cría de perros
Sus creadores pretenden adoptar medidas nuevas en el cinofilia, la estimación és de sólo dos perreras por unidad de la federación en Brasil será capaz de comercializar la raza, y estos serán escogidos por un proceso riguroso de la selección hecha por una comisión de la asociación nacional del bullbras, una asociación que todavía será fundado. El creador recibirá una pareja de perros reproductores para iniciar su trabajo, y la venta de cachorros será condicionado a la neutralización  obligatoria  del cachorro. Únicos creadores de las perreras aptas serán capaces a criar los perros. Esto asegurará que solo los perros en conformidad con el estándar de raza será capaz de aparear, por ello evitando desviaciones futuras, serlo desviaciones físicas o de temperamento, desviaciones como los que ya han ocurrido con otras razas de perros.

## Galería

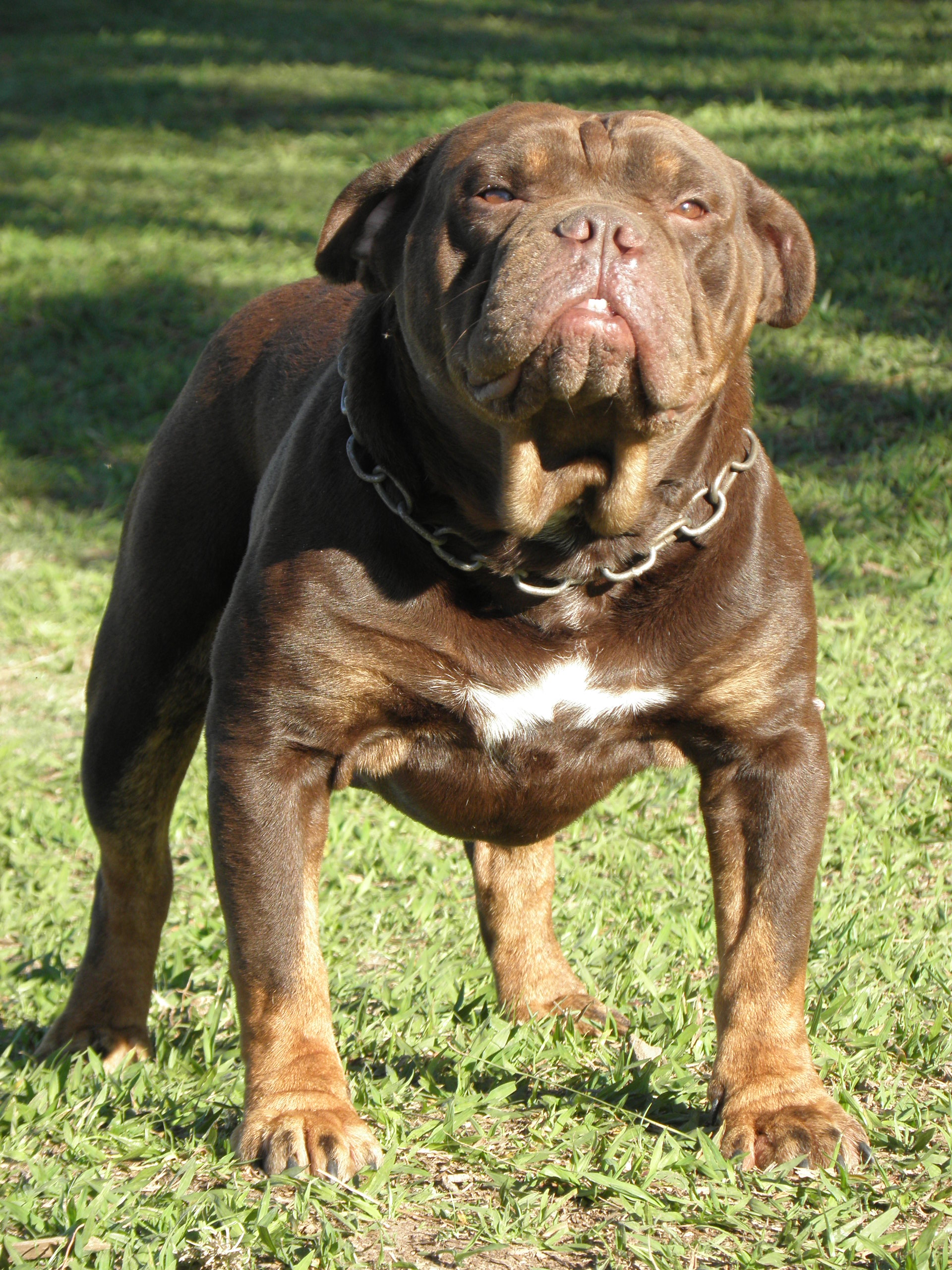
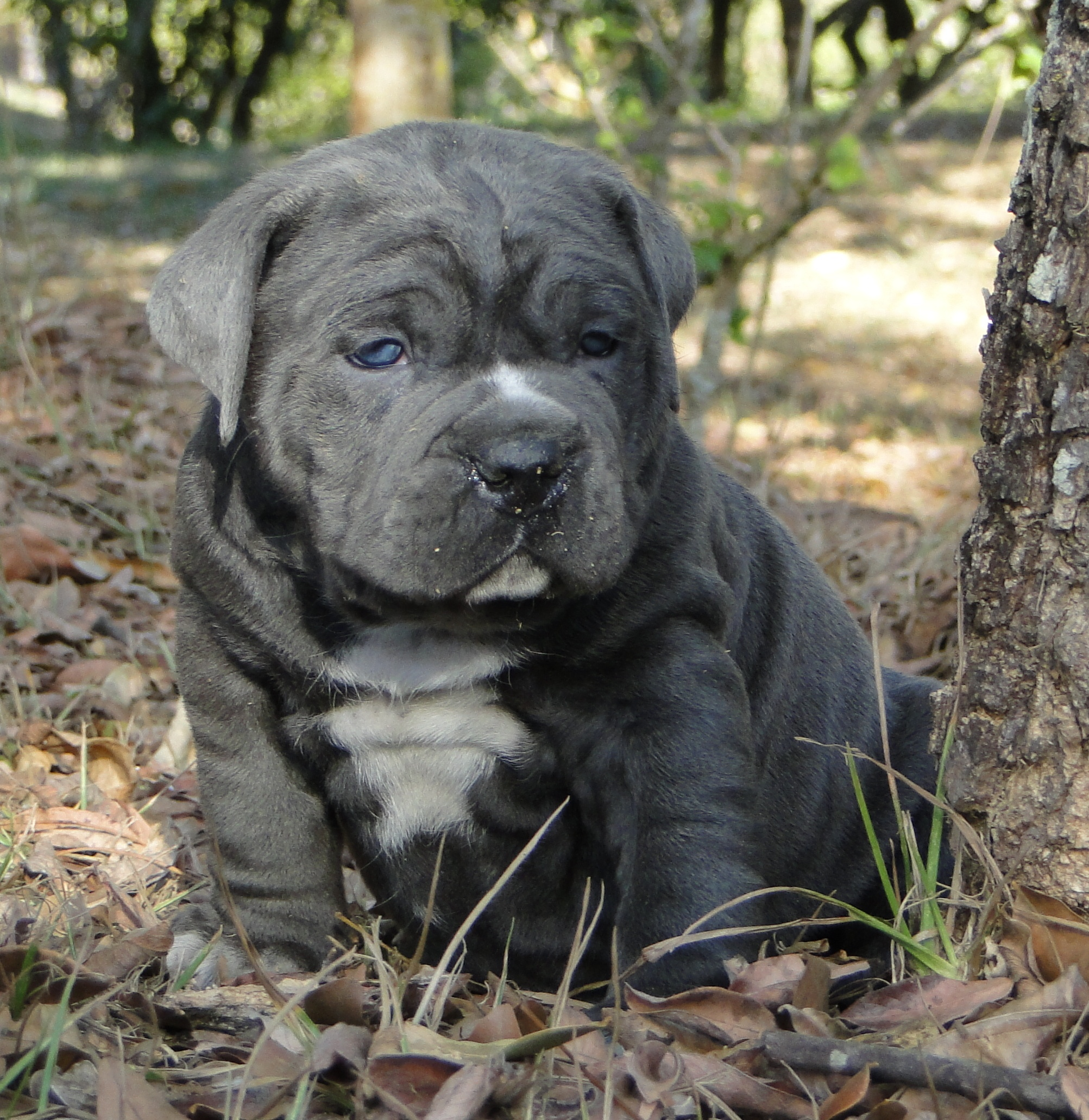
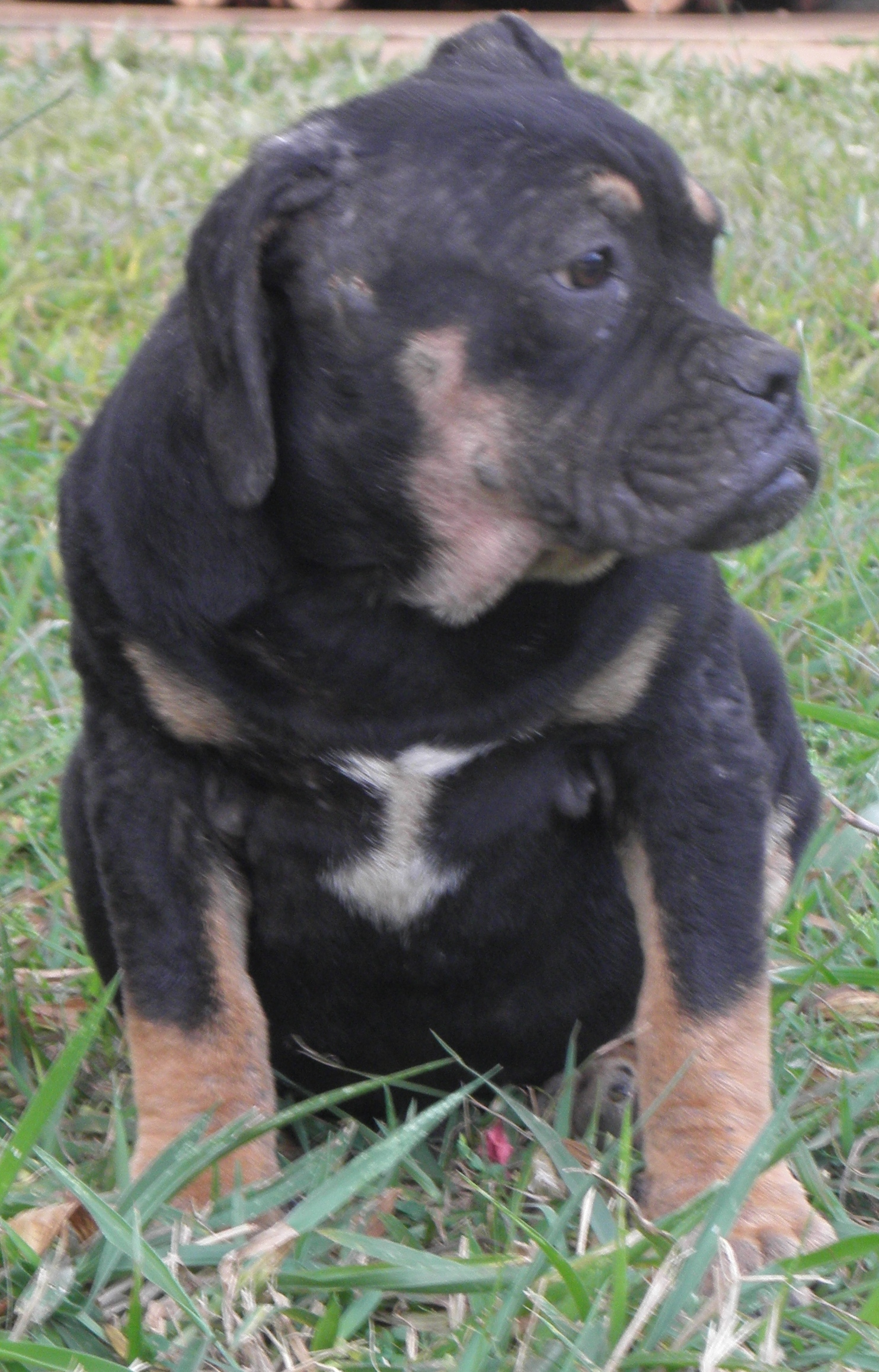
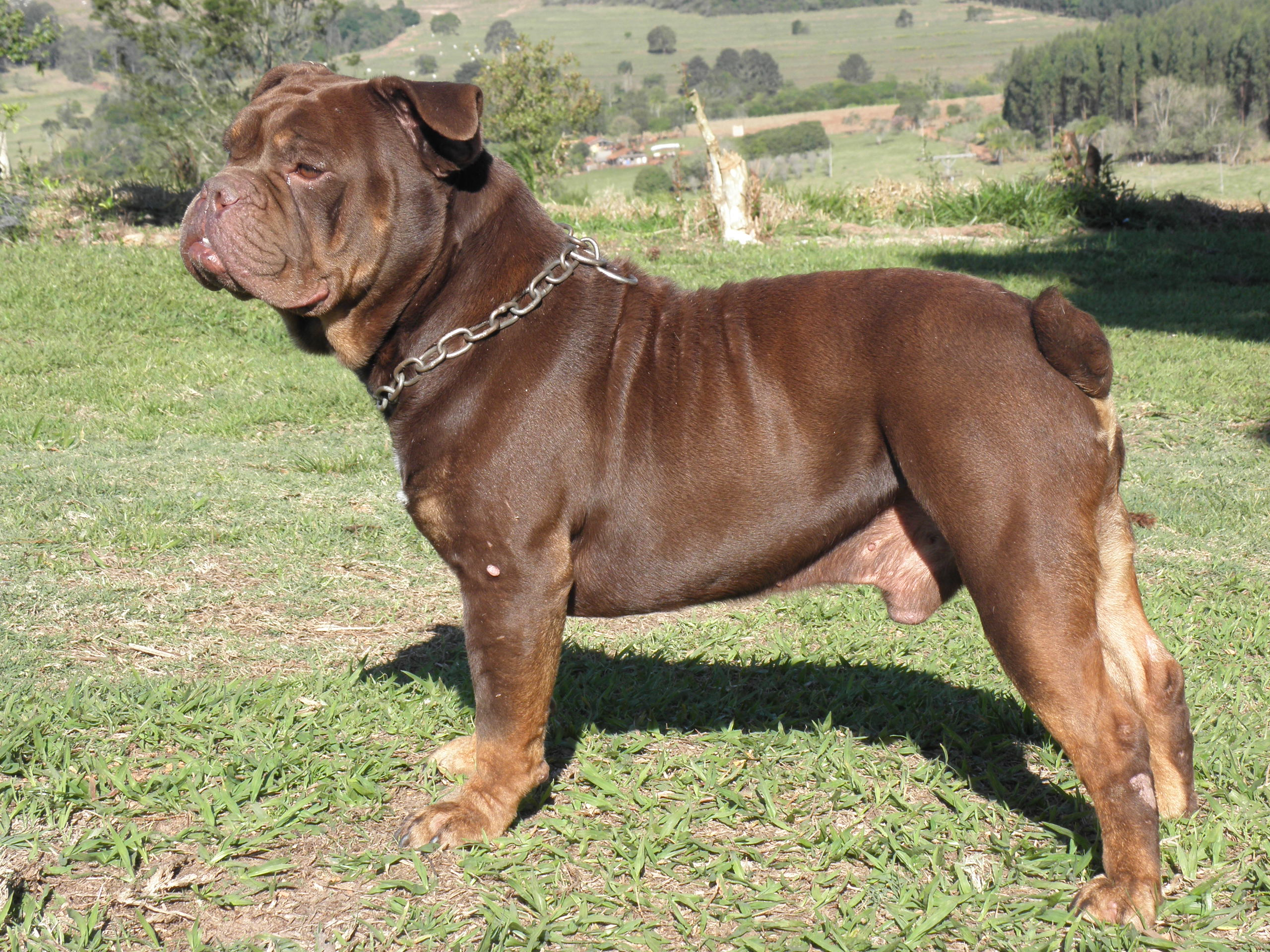
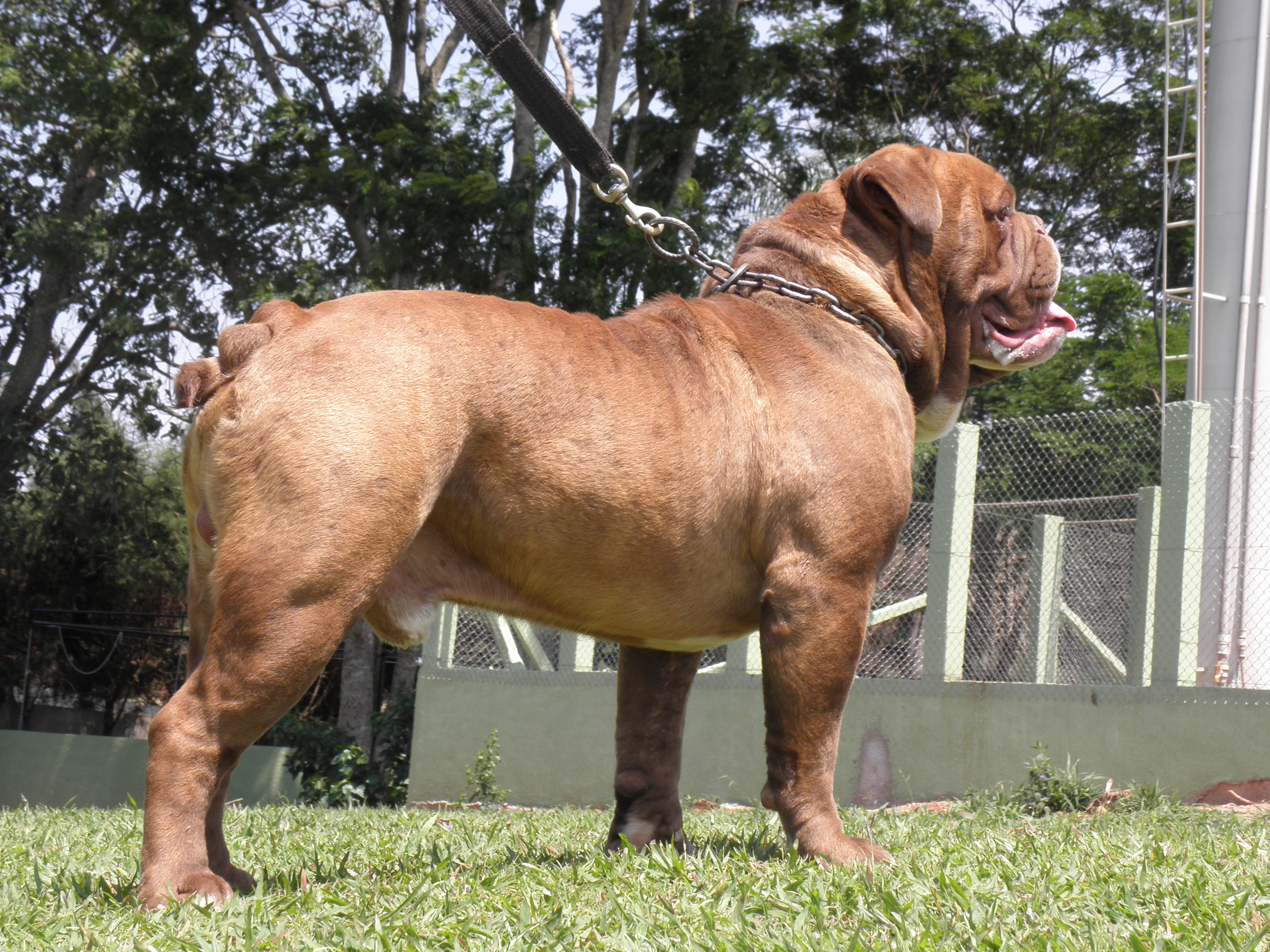
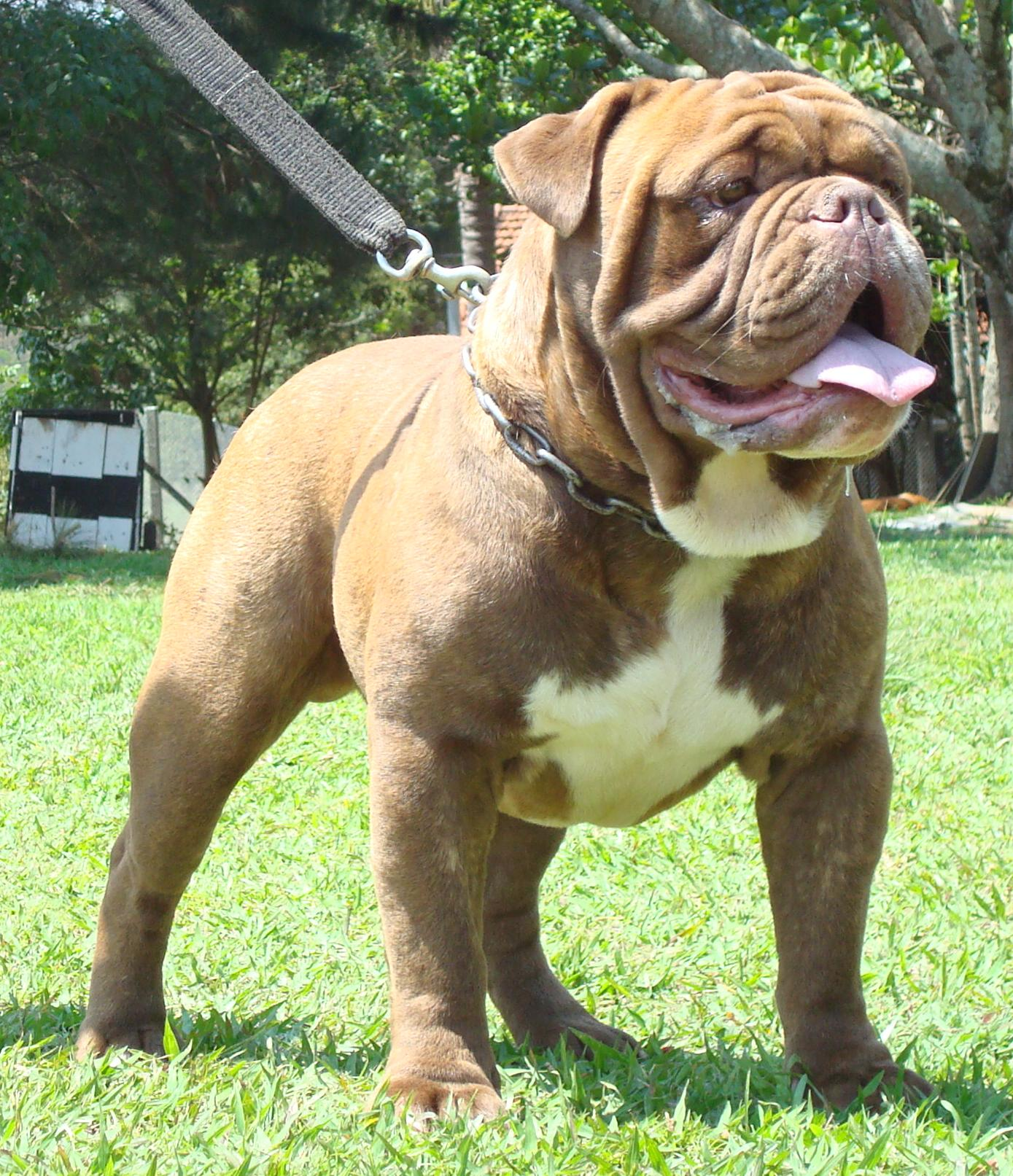
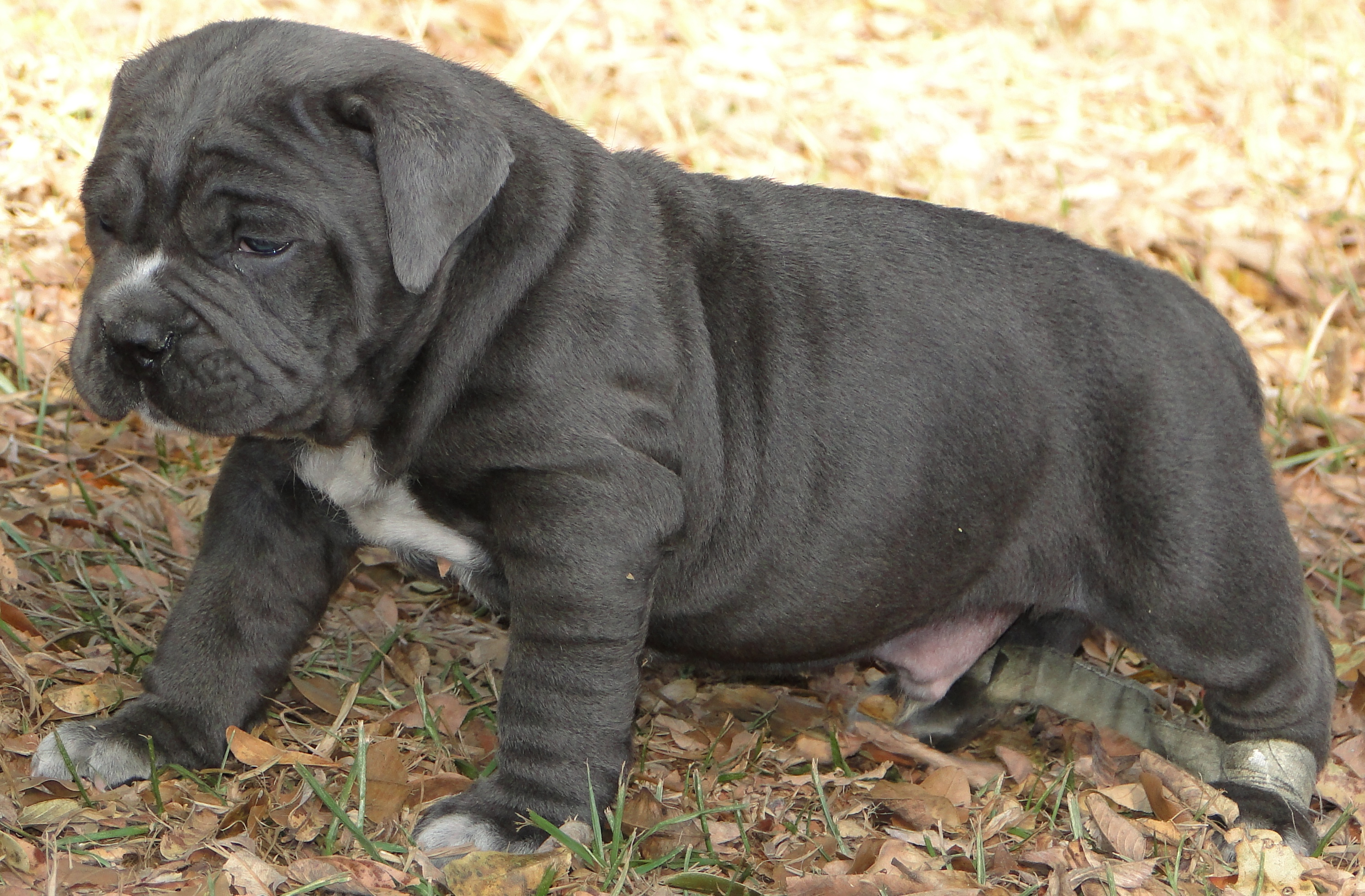